# Резухин, Борис Петрович
Борис Петрович Резухин (6 марта 1886 — 16 августа 1921) — русский офицер, участник Первой мировой и Гражданской войн, генерал-майор (1920). Участник Белого движения в Забайкалье и Монголии.

## Биография
Родился 6 марта 1886 года в семье штабс-капитана. Окончил Ярославский кадетский корпус и Елисаветградское кавалерийское училище. В 1907 г. — хорунжий 1-го Аргунского полка. В 1911 г. — сотник. В Первую мировую войну командовал сотней в 1-м Верхнеудинском полку. В 1915 г. — подъесаул. Во время Гражданской войны примкнул к войскам атамана Г. М. Семёнова. Командовал Татарским полком и 2-й кавалерийской бригадой в Азиатской дивизии генерала барона Р. Ф. Унгерна, был заместителем командующего дивизией. После освобождения Урги в феврале 1921 г. от китайских республиканских войск был пожалован Богдо-гэгэном титулом «цин-ван» (сиятельный князь) и званием «одобренный батор, командующий». Руководитель похода 2-й кавалерийской бригады Азиатской дивизии на Мысовск и Татаурово, с 8 июля совместно с Унгерном руководит походом на Верхнеудинск. Отказавшись вести бригаду в Маньчжурию, погиб от рук подчинённых 16 августа 1921 года.

## Награды
- Орден Святого Станислава 3-й степени (ВП 06.05.1913)
- Орден Святого Станислава 2-й степени с мечами (ВП 26.03.1916)
- Орден Святой Анны 4-й степени (ВП 15.05.1916)
- мечи и бант к ордену Святого Станислава 3-й степени (ВП 13.08.1916)
- Орден Святой Анны 2-й степени с мечами (ВП 12.11.1916)
- Орден Святой Анны 3-й степени с мечами и бантом (ПАФ 14.04.1917)